# Funkikoa maxima
Genre
Espèce
Funkikoa maxima, unique représentant du genre Funkikoa, est une espèce d'opilions laniatores de la famille des Epedanidae.

## Distribution
Cette espèce est endémique de Taïwan.

## Description
Le mâle holotype mesure 6 mm.

## Publication originale
- Roewer, 1927 : « Ostasiatische Opiliones, von Herrn Prof. F. Silvestri im Jahre 1925 erbeutet. » Bollettino del Laboratorio di Zoologia Generale e Agraria della Facolta Agraria in Portici, vol. 20, p. 192–210.